# سیارک ۱۵۸۹۹
سیارک ۱۵۸۹۹ (به انگلیسی: 15899 Silvain، نامگذاری:1997RR1) پانزده هزار و هشتصد و نود و نهمین سیارک کشف شده‌است که در ۳ سپتامبر ۱۹۹۷ کشف شد.
قدر مطلق سیارک برابر ۱۵٫۳۰ است.